# Bárbara Lluch
Bárbara Lluch (Barcelona, 1977) es una actriz y directora escénica de ópera española.   

## Biografía
Nació en Barcelona en el seno de una familia de tradición teatral. Es hija de la productora teatral Alicia Moreno, nieta de la actriz Nuria Espert y del productor Armando Moreno, y sobrina de Nuria Moreno. Criada en Madrid,  estudió en la escuela de Juan Carlos Corazza donde aprendió interpretación y dirección.
Inició su camino profesional como actriz. Con apenas diez años realizó su primer personaje. Participó en el reparto de las películas El placer de matar de Félix Rotaeta Brumal (1989) de Cristina Andreu, en la serie juvenil 20tantos (2002-2003).  En 2002 interpretó a Doña Inés en un Don Juan de la Compañía Nacional de Teatro Clásico con Luis Merlo como Tenorio dirigida por Maurizio Scaparro
En 2005 realizó una ayudantía a una directora alemana en una ópera de Wagner que le marcó en la decisión de dedicarse a la dirección. "Desde el primer de ensayo supe que estaba donde quería estar. Siempre había amado la ópera y algo hizo «clic». Algo que no había sentido siendo actriz. Muchos años más tarde empecé a pensar que me gustaría dirigir." El conocimiento de idiomas, inglés, francés e italiano fue clave.
“Mientras yo era actriz me pesaba mucho el apellido, ahora lo veo como un gran beneficio, he respirado, comido y bebido cultura y teatros, he aprendido muchísimo de mi familia” explica Bárbara en su debut como directora de escena en 2017.

### Trayectoria como directora de escena
Empezó como asistente de dirección en Londres con directores como Bob Wilson, Robert Lepage o Romeo Castellucci. Fue asistente de dirección en el Royal Opera House, el Teatro Real de La Moneda de Bruselas, el Teatro Real, la Ópera de Copenhague  o  el Festival de Glyndebourne con directores como  Jonathan Miller, Robert Carsen, David McVicar, Elijah Moshinsky y Francesca Zambello. A su regreso a España ha realizado producciones como directora de escena especialmente para el Teatro de la Zarzuela, el Teatro Nacional y el Liceo de Barcelona.
Tras pasar una década en Londres, regresó a España en 2017 estrenando Le Cinesi, su primera producción como directora, en la Fundación Juan March, una ópera de cámara compuesta por  Manuel García. García escribió varias "óperas de salón" para su alumnado en París. En 2021 Bárbara Lluch volvió a acercarse al compositor dirigiendo Un avvertimento ai gelosi (Advertencia a los celosos) escrita por el libretista Giuseppe Maria Foppa a la que Manuel García puso música en 1831. Lluch reivindica acercar la ópera a la gente joven y considera que la "ópera de salón" puede ayudar a ello.  La ópera de cámara es relativamente barata, por lo que sería un vehículo perfecto para la gente joven, entre los que hay un talento increíble.
En 2018 asumió la dirección escénica de su primer gran proyecto: La Casa de Bernarda Alba en el Teatro de la Zarzuela, compuesta por Miquel Ortega, quien ejerció de director musical. La obra fue reconocida con el I premio a la Mejor Nueva Producción en los premios Opera XXI convocados por la Asociación de Teatros, Festivales y Temporadas Estables de Ópera en España para la temporada operística española 2018-2019. En el reparto figuraban nombres como los de Nancy Fabiola Herrera, Carmen Romeu, Luis Cansino, Carol García o Marifé Nogales, además de la actriz Julieta Serrano.  Le siguió, también producida por el Teatro la Zarzuela, un espacio que Lluch considera "su casa" en Madrid, El rey que rabió (2018).
En noviembre de 2020 estrenó el Sueño de una noche de verano en una versión de Carolina África con la Compañía Nacional de Teatro Clásico Teatro de la Comedia   y en diciembre del mismo año el Teatro Solís de Montevideo cerró la temporada con la zarzuela La del manojo de rosas de Pablo Sorozábal, en una producción firmada por Lluch con Martín Jorge dirigiendo la Banda Sinfónica de Montevideo.
Empezó 2021 dirigiendo en marzo para el Gran Teatre del Liceu Winterreise en una representación especial en el Centro Penitenciario La Modelo con el pintor y escultor Antonio López como protagonista, con el barítono Benjamin Appl y James Baillieu como soporte pianístico. Terminó el año en noviembre de 2021 conUn avvertimento ai gelosi en el Palau de les Arts Reina Sofía, en coproducción con el Festival de Ópera de Oviedo.
Le seguirán La sonánbula (2022), La Regenta (2023) Marina (2024)...  

## La fortaleza de las mujeres en las obras que dirige
En su trayectoria como directora de escena, Bárbara Lluch se ha enfrentado a la construcción de personajes femeninos y su entorno social. Su primer trabajo como directora de escena cuando regresó a España tras una década en Londres fue Le Cinesi (2017) en la que tres jóvenes de la nobleza china toman conciencia de la opresión que padecen en su sociedad las mujeres en contraposición a la situación de las mujeres europeas. "Al comienzo, -señala Lluch- estas tres doncellas se nos presentan como si fueran una y la misma mujer, con un perfil idéntico: distantes, obedientes, sin preocupaciones. Tras la entrada en escena de Silango, a medida que transcurre la acción, se nos van revelando como mujeres de carne y hueso, llenas de pasión, humor, preocupaciones, amor y sufrimiento, a la vez que se vislumbran los conflictos amorosos inherentes al género operístico.
De la zarzuela La del manojo de rosas Lluch destaca que está escrita en la Segunda República en el que las mujeres en España podían votar, y sus protagonistas son dos mujeres, Ascensión y Clarita, "muy interesantes", modernas para la época, que "saben lo que quieren y pelean por lo que quieren" mientras los "hombres que están a su alrededor las respetan", algo que no es tan frecuente en la zarzuela.
Mujeres son protagonistas en La casa de Bernarda Alba (2018) y también lo son en La sonámbula de Bellini, obra en la que Lluch realiza una denuncia contra el machismo y ofrece otra lectura cambiándo  el final idílico para Amina, convirtiéndola en una víctima de una sociedad intolerante e irreflexiva... Lluch transforma La sonnambula en una pesadilla contemporánea que denuncia la crueldad de una comunidad que juzga sin pruebas. Amina no solo es víctima por el hecho de ser mujer, sino también de un entorno que prefiere el prejuicio a la comprensión. El terror, aquí, no proviene de los fantasmas, sino de una sociedad incapaz de escuchar. El Liceo de Barcelona señala que se trata de una versión feminista y onírica del clásico belcantista "A partir de su experiencia personal, Bárbara Lluch simpatiza con la protagonista de la ópera y reflexiona sobre la violencia que ejerce la sociedad sobre las personas débiles". Lluch explicó que fue su experiencia personal -ella misma se enfrentó a una situación de violencia machista- la que guio el trabajo hacia este terreno. "En el pasado, explicaba Lluch, ella también sufrió las consecuencias de una relación tóxica en la que, por inmadurez y miedo al juicio de la sociedad, se infligió un duro e innecesario castigo que le provocó trastornos físicos y adicciones que, afortunadamente, ya ha dejado atrás —gracias, entre otros aspectos, al poder curativo de la ópera como profesión—. Así que, su versión de La sonnambula se despliega como una pesadilla de apariencia gótica en la que lo realmente terrorífico no es el fantasma, sino el monstruo en que se transforma la sociedad cuando juzga sin pruebas, sin sopesar las consecuencias nocivas de actuar con prejuicios e irreflexión contra una persona indefensa" señala el texto de la presentación de la obra del Teatro del Liceo. 
En 2023 asume la dirección de La Regenta, una ópera de cámara en tres actos compuesta por Marisa Manchado con libreto de la filósofa feminista Amelia Valcárcel y Bernardo de Quirós por la que Manchado recibió el Premio Nacional de Música 2024.

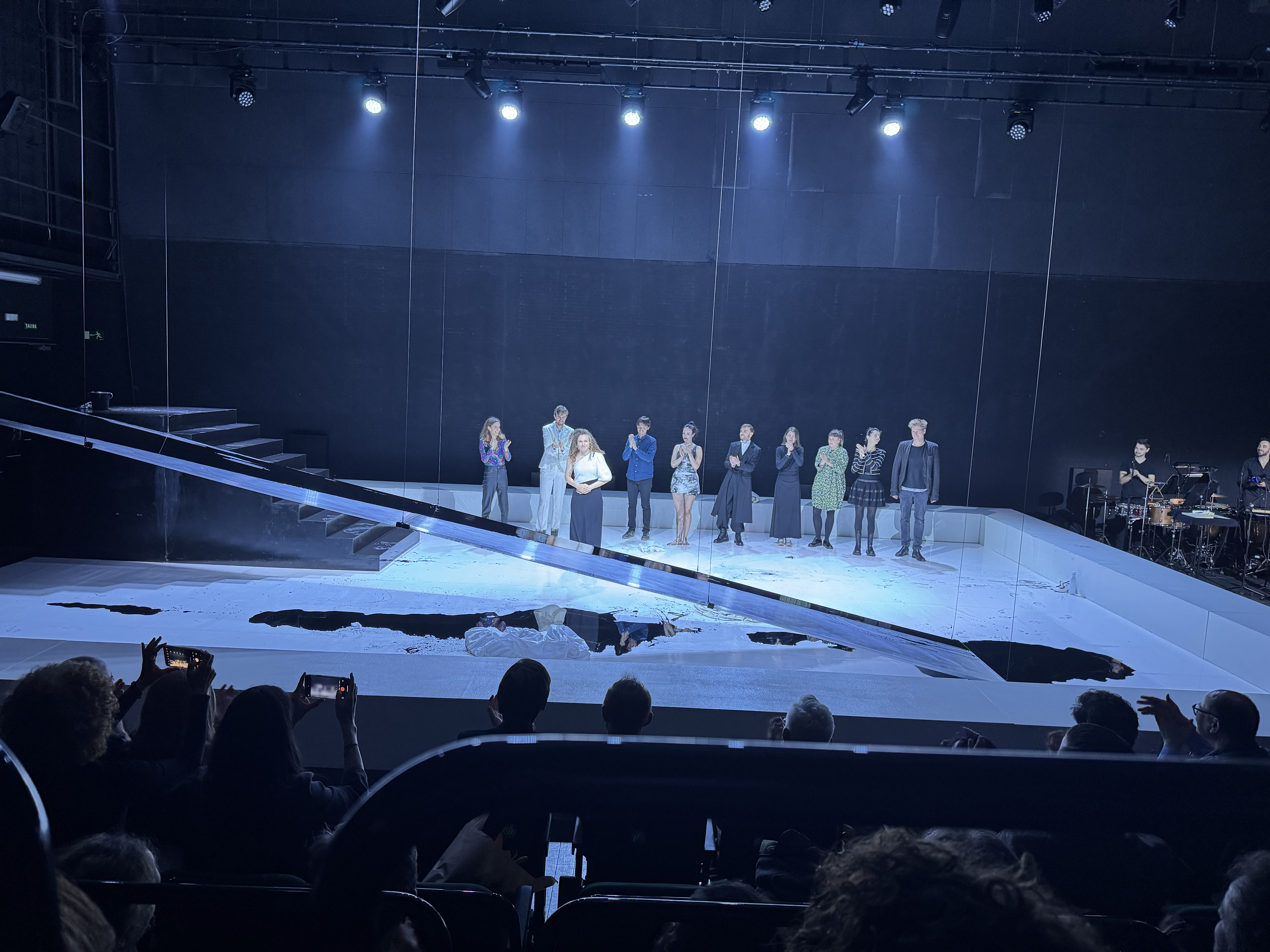
Estreno de la ópera "Don Juan no existe" en los Teatros del Canal de Madrid. Sala Negra. Helena Cánovas es autora de la música. Libreto Alberto Iglesias. Dirección: Bárbara Lluch. Cantantes: Montserrat Seró, Josep-Ramón Olivé y Pablo García-López

### Don Juan no existe
En 2024 está al frente como directora de escena de la ópera "Don Juan no existe" de la compositora española Helena Cánovas con libreto del dramaturgo Alberto Iglesias en la que se hace una lectura contemporánea y crítica del mito de Don Juan y una reivindicación de las mujeres artistas. Su protagonista es la dramaturga y feminista española  Carmen Díaz de Mendoza Aguado (1864- 1929) conocida como la condesa de San Luis, quien vivió a principios del siglo XX, fue cofundadora del Lyceum Club Femenino junto a Clara Campoamor- y que tras asistir a una representación de Don Giovanni decidió escribir su propio "Don Juan". En el equipo detrás de la obra siete mujeres: "la directora musical es mujer, la escenografa, la figurinista, la ayudante de dirección y nuestra pianista son mujeres. Helena Cánovas, Jhoanna Sierralta, Clara Peluffo, Blanca Añón, Anna Crexells, Paula Castellano" (...) "en la escena un techo de cristal, un largo recorrido por caminar y los obstáculos de la sociedad" detalla Bárbara Lluch.

## Obras como directora de escena
- Le Cinesi  (2017) de Manuel García en el Teatro de La Zarzuela de Madrid[2][29]
- “Hansel und Gretel en el Teatro de Ópera de Copenhaguen
- La casa de Bernarda Alba (2018)[30] con música de Miguel Ortega (Premio Ópera XXI a la mejor producción) Teatro de La Zarzuela de Madrid
- Sueño de una noche de verano (2020) versión de Carolina África con la Compañía Nacional de Teatro Clásico Teatro de la Comedia [16][17]
- La del manojo de rosas (2020) en el Teatro Solís de Montevideo[31]
- Winterreise ( marzo de 2021) con Antonio López en el Antiguo centro penitenciario La Modelo. Gran Teatre del Liceu de Barcelona[32][19]
- El rey que rabió (2021) en el Teatro de La Zarzuela de Madrid.[11][33]
- Un avvertimento ai gelosi (noviembre 2021) de Manuel García en el Palau de les Arts, Valencia[13][34]
- La sonánbula (2022) en el Gran Teatre del Liceu[35][36]
- La Regenta (2023) para el Teatro Real en coproducción con el Teatro Español[37]
- Don Juan no existe (2024) en el Festival de Peralada, una coproducción entre el Gran Teatre del Liceu, el Teatro Real, el Teatro de la Maestranza de Sevilla y los Teatros del Canal
- Marina (2024) para el Teatro de la Zarzuela con dirección musical de José Miguel Pérez-Sierra[38][39]
- Salomé (2025) Teatro Colón de Buenos Aires[40]
- La bohème (2025) en el Tiroler Festspiele de Erl (Festival Tirolés de Erl)[41]
- Tristán e Isolda (2026) Gran Teatro del Liceo de Barcelona